# Vecsey család (somló-aljai)
A vecsei és somló-aljai Vecsey család egy református nemesi származású család.

## Története
Az ősrégi református nemesi család a Veszprém vármegyei Somlóvecse nevű településről származik, amelyben már Mátyás király uralkodása idején bírtak földet. A vecsei és somló-aljai Vecsey család egy leágazása a vecsei Vecsey családnak és egyben fiúágon egy család a vecsei, böröllői és izsákfai nemes és báró Vecsey családdal is, amely később bárói cím adományban részesült. A református kisnemesi vecsei és somló-aljai Vecsey családnak a tagjai több ízben református lelkészi szolgálatot tettek az évszázadok során.
Somló-aljai Vecsey Miklós (1753–1820), Kocs református lelkésze 27 évig, 1814 és 1820 között volt a tatai egyházmegye esperese. Vecsey Miklóst a bázeli egyetemről hazaérkezvén, a teveli lelkészi hivatalába 1784. március 20-án beiktatták, folytatván azt 1794. június 24-ig. 1784. június 28-án Pápára hivatott meg lelkésznek, de a teveli gyülekezetnek benne helyezett reményét oly hirtelen meghiúsítani nem akarván, a megtiszteltetést a pápaiaknak megköszönve, meghívásukat nem fogadta el. Később azonban 1794. június 24-én Kocsra hivattatván meg, Tevelről elköltözött. 1794-től Vecsey Miklós lelkészsége idején anyagilag is gyarapodott a kocsi gyülekezet, mert az 1700-as évek végén, illetve az 1800-as évek elején iskolát építettek, két harangot öntettek, és a templom tetejét újjáépítették. Vecsey Miklós és Soós Julianna gyermeke, somlóaljai Vecsey Károly (1800-1865), Tata református lelkésze volt.
Vecsey Károly (1800-1865) Tata református lelkésze tevékeny társadalmi és vallási életet élt; a 30 éves lelkipásztorkodása idején megépült a református templom orgonája, az Úrasztala és a keresztelő medencéje. Református lelkészként, fontos szerepet is töltött be Tatán az 1848-as szabadságharc alatt. Felesége, az ácsi születésű Tóth-Pápai Ágnes (1808-1880), Tóth-Pápay Pál (1783-1856), ácsi református lelkész, esperes, és Erős Mária lánya lett.
Vecsey Károly és Tóth-Pápai Ágnes házasságából három gyermek született. A legidősebb somlóaljai Vecsey Sándor (1828-1888), költő, ideiglenes királyi táblai bíró, akinek a felesége Pirényi Hermina volt. Tőle származott somlóaljai Pap Elemérné Vecsey Ilona és ifjabb somlóaljai Vecsey Károly (1867–1886), a magyar Ludovika akadémia növendéke, aki 19 évesen hunyt el. Vecsey Ilonát 1893. január 21-én Pesten a Kálvin téri református templomban, feleségül vette Pap Elemér kultúrmérnök, akinek a szülei Pap Zsigmond (1828–1892), császári református lelkész, és Szőllősi Zsófia (1835–1889) voltak.
Vecsey Károly és Tóth-Pápai Ágnes másik két gyermeke, somlóaljai Vecsey Miklós (1830-1849), 1848-as főhadnagy, aki 17 éves korában megszökött otthonról fegyvert fogni az szabadságharc alatt, azonban kolerajárvány áldozatául esett, valamint vecsei, mihályházi és somló-aljai dr. Vecsey Gyula (1837-1912), aki fiatal korában a pesti Rókus kórház orvosa volt. 1869. január 14.-én dr. Vecsey Gyula gyakorló orvost Pest-Pilis-Solt-Kiskun vármegye tiszteletbeli főorvosává nevezték ki. 1898. április 9.-én az uralkodó a palota-orvosi címet adományozta; a gödöllői császári és királyi palota-orvos lett. 1911. áprilisában Vecsey Gyula dr. gödöllői járásorvos csaknem 40 évi szolgálat után nyugdíjba vonult.
Somlóaljai dr. Vecsey Gyula főorvos feleségül vette 1870. november 15-én Cegléden a római katolikus persai Persay család sarját, persai Persay Vilma (1853-1915) kisasszonyt, persai Persay János (1813-1870), áporkai földbirtokos, és tornóczi Szalay Teréz (1818-1857) lányát. Persay Vilma bátyja, ifjabb Persay János (1837–1899), áporkai földbirtokos; öccse pedig, persai Persay Gyula (1855-1924), novai gyógyszerész, Zala vármegyei bizottsági tag, a "Nova és Vidéke Takarékpénztár Részvénytársaság" vezérigazgatója, földbirtokos volt. Anyai ágon dr. Vecsey Gyuláné Persay Vilma asszonyság az ősrégi tápióbicskei Bitskey család leszármazottja volt. Vecsey Gyula és Persay Vilma gyermekei: somlyóaljai Vecsey Szeréna (1879-1956), aki 1906 decemberében Gödöllőn férjhez ment Nagy Elemér gyógyszerészhez; és somlóaljai Vecsey Géza Aladár (1871-?), aki feleségül vette az evangélikus református vallású nagyúri Szentmihály Ilonka asszonyt, nagyúri Szentmihály Kálmán (1843-1893), győri földbirtokos, és nemes Szolnoky Ilona (1856-1931) lányát;. az eljegyzés 1901. decemberében történt meg. Szentmihály Ilona első férje, Zechmeister Kálmán, akivel Győrben az evangélikus plébánián 1893. február 3-án kötött házasságot.

## A család kiemelkedőbb tagjai
- Vecsey Miklós (1753–1820), Kocs református lelkésze, 1814 és 1820 között volt a tatai egyházmegye esperese.
- Vecsey Károly (1800-1865), Tata református lelkésze.
- Vecsey Sándor (1828-1888), költő, királyi táblai bíró.
- dr. Vecsey Gyula (1837-1912), Pest-Pilis-Solt-Kiskun vármegye tiszteletbeli főorvosa, a gödöllői császári és királyi palota-orvos.